# مدفوع‌شناسی
مدفوع‌شناسی یا سرگین‌گرایی در پزشکی و زیست‌شناسی، نوعی مطالعه و پژوهش دربارهٔ مدفوع است. مطالعات مدفوع‌شناسی اطلاعات بیولوژیکیِ گسترده‌ای را دربارهٔ نوع غذا، محل زندگی و سلامتی صاحب مدفوع به‌دست می‌دهد. نخستین بار، در سال ۱۸۹۱ مطالعات مدفوع‌شناسی توسط جان گرگری بورک (John Gregory Bourke) تدوین و ارائه شد.